# 贵州省人民代表大会
贵州省人民代表大会，简称贵州省人大，是中华人民共和国贵州省的地方国家权力机关。其常设机构为贵州省人民代表大会常务委员会。